# Mungia
Mungia – gmina w Hiszpanii, w prowincji Biskaja, w Kraju Basków, o powierzchni 46,78 km². W 2011 roku gmina liczyła 16 912 mieszkańców.